# الوحشيات
الوحشيات أحد الطرق الشهيرة للتدوين في العصور الأولى للأدب العربي ما يعرف بالمختارات الشعرية، وقد تنوعت طرائق علماء الأدب في مختاراتهم، ومن المختارات التي أخذت مكاناً بارزاً في التاريخ الأدبي العربي كتاب الحماسة، والذي جمعه الشاعر العباسي الشهير أبو تمام حبيب بن أوس الطائي، وله كتاب آخر هو أقل شهرة من الحماسة هو كتاب الوحشيات.

## الوحشيات
الوحشيات أو الحماسة الصغرى هو كتاب مختارات شعرية، اختاره الشاعر العباسي أبو تمام حبيب بن أوس الطائي، تتضمن الوحشيات جانبا من المختارات الشعرية، صُنِّف فيها الشعر حسب المعاني والأغراض، وتحوي مقطوعات قصيرة لكثير من الشعراء المُقِلِّين والمغمورين، كما أن أبا تمام حرص على أن يختار للشعراء ابتداء من الجاهلية، وكثير مما يورده يُعَدُّ من الشواهد المعتمدة في العربية.
وهذا الكتاب اختاره أبو تمام حبيب بن أوس الطائي، بعد اختياره كتاب الحماسة الكبرى، ولم يروه، ولكن وُجد بعده مكتوباً في مسودة بخطه مترجماً بكتاب الوحشيات.
وكانت الوحشيات قد صدرت في طبعتها الأولى عام 1963م عن دار المعارف بالقاهرة، وقام بتحقيقها والتعليق عليها عبد العزيز الميمني الراجكوتي، وشاركه محمود محمد شاكر، بإضافة المزيد من التعليقات والحواشي، وترتيب أوراق المخطوطة، واعتمد الميمني في تحقيقها على نسخة واحدة مصورة، محفوظة في مكتبة السلطان أحمد الثالث بمتحف طوب قبو سراي.
ثم حقق الكتاب الدكتور محمد أبو شوارب والدكتور محمد غريب، وصدر عن مؤسسة البابطين، وأخيرا أعاد تحقيقه الدكتور عبد الله بن عبد الرحيم عسيلان معتمدا على عمل الراجكوتي وشاكر ومنتفعا بمخطوطة عتيقة للكتاب لم تقع للرجلين، وصدر الكتاب عن نادي المدينة الأدبي، وفي مقدمته نقد لعمل الدكتورين أبو الشوارب وغريب.

## سبب تسمية الوحشيات
سمّى أبو تمام كتاب مختاراته (الوحشيات) لأنه ضم بين دفتيه شوارد من الشعر ومقطعات منها ما عرف قائلوها، وإن كانوا من المغمورين المقلين من شعراء الجاهلية والعصر الإسلامي، ومنها ما ظل غفلاً من النسبة لم يعرف قائلوها، فكأن قارئها لم يأنس بها من قبل ولم تلامس سمعه ولم تسترع نظره، وإن كانت للمشهورين المعروفين من الشعراء، ففيها نقع على أبيات لعمر وبن معد يكرب وبشار بن برد والفرزدق وجرير وكثير عزة وأبي نواس ومسلم بن الوليد والمجنون وأبي العتاهية.
وأما تسميته بالحماسة الصغرى فلأنه لا يختلف عن كتاب الحماسة منهجاً وتبويباً، فكلاهما اختيار موسع لا يقف عند قبيلة واحدة أو شاعر واحد، وإنما يجمع من الشعر ما ينهض شاهداً على ذوق أبي تمام وعمق فهمه لفن الشعر ودوره في الحياة الإنسانية، ولاسيما في حياة العرب الذين لم يكن لهم فن سواه، فكان مستودع أحلامهم ومستقر تصوراتهم، على أن الوحشيات أضيق حجماً من الحماسة وأقل عدد مقطعات، فإذا كانت الحماسة الكبرى قد بلغت نحواً من ثمانمئة وإحدى وثمانين مقطوعة فإن الوحشيات قد بلغت خمسمئة وثلاث مقطوعات، إلا أن باب الحماسة من الأبواب العشرة قد جاء في مئة وتسع وتسعين وحشية، وذلك لأن هذا الباب أوسع من غيره في الشعر العربي بشكل عام.

## أبواب الوحشيات
الوحشيات مبوبة على عشرة أبواب أو أغراض شعرية لا تختلف في تسلسلها عن أبواب الحماسة الكبرى إلا في الباب الثامن الذي سماه باب المشيب بدلاً من باب السير والنعاس. والأبيات حسب ترتيبها في (الوحشيات):
- باب الحماسة.
- باب المراثي.
- باب الأدب.
- باب النسيب.
- باب الهجاء.
- باب الأضياف والمديح.
- باب الصفات.
- باب المشيب.
- باب الملح.
- باب مذمة النساء.[5]

## معايير الاختيار في الوحشيات
قد يتساءل الناظر في الوحشيات: ما المعيار الفني الذي اهتدى إليه أبو تمام في اختياره هذه المقطعات، فالوحشيات كتاب، والكتاب سواء أكان جمعاً أم تأليفاً يقوم على خطة بينة ومنهج سديد ورؤية تحدد معالمه وتوحد أصوله، وقبل الإجابة عن هذا السؤال يحسن بنا أن نتحرى الفروق بين القصائد والمقطعات، إذ أن الوحشيات ومثلها الحماسة غلبت عليها المقطعات القصيرة التي تصل في بعض الأحيان إلى بيت واحد مفرد، فالقصائد غالباً ما تكون طويلة تصور تجربة شمولية ذات استشراف واسع يمتد فيها النفس وتكثر التفصيلات، وربما تشتمل على عدد من الأغراض والموضوعات، ولهذا تقتضي العناية الفنية وجودة البناء وحسن المدخل وبراعة التخلص والانتقال، أما المقطعات فهي معاناة مباغتة تصور حالة انفعالية في موقف انفعالي عابر، وإن كانت في الغالب حادة قاسية، ولهذا تقتضي التركيز والتكثيف وتتطلب التعبير القائم على الإشارة والإيجاز.
ولقد كان المرزوقي قد تعرض لهذا المعيار وجعل له حيزاً في مقدمة شرحه للحماسة فرأى «أن أبا تمام كان يختار ما يختار لجودته لا غير، ويقول ما يقوله من الشعر بشهوته، والفرق بين ما يشتهى وما يستجاد ظاهر».
ففي هذا القول ما يدل على أن المرزوقي يرى أن مذهب أبي تمام في اختياره يختلف عن مذهبه في شعره، ثم نفاجأ بعد سطرين من هذا الكلام بقوله: «وهذا الرجل لم يعمد من الشعراء إلى المشتهرين منهم دون الإغفال، ولا من الشعر إلى المتردد على الأفواه، المجيب لكل داع، فكان أقرب، بل اعتسف في دواوين الشعراء جاهليهم ومخضرمهم، وإسلاميهم ومولدهم، واختطف منها الأرواح دون الأشباح، واخترف الأثمار دون الأكمام، وجمع ما يوافق نظمه ويخالفه لأن ضروب الاختيار لم تخف عليه، وطرق الإحسان والاستحسان لم تستتر عنه».
ولا يخفى ما في كلام المرزوقي من تناقض في الحكم وتعارض في الرأي على ما فيه من رغبة واضحة في إنصاف أبي تمام ووصفه بالاعتدال والموضوعية، وعندي أن أبا تمام في اختياره لم يغادر في قليل ولا كثير مذهبه الذي ارتضاه لنفسه وطريقته التي استنها لشعره، فإنه وإن كان من غير المعقول أن يجد في شعر السابقين له ممن عاشوا في عصر غير عصره واغتذوا بثقافة غير ثقافته ما يتفق ومذهبه كل الاتفاق من حيث الإكثار من المجاز، والاعتماد في الشعر على العقل ومقاييسه المنطقية، وعلى البديع وما يفيد في تلوين المعنى وتشقيقه لم يأل جهداً في البحث عن الشعر الذي ينصرف إلى المضمون دون الشكل، وإلى ما فيه معنى جديد في تصوير المواقف الإنسانية المتأزمة والحالات النفسية المتصادمة، والعدول عن الشعر الذي تصفو ألفاظه وتروق عباراته ويطرب إيقاعه، وفي ذلك ما فيه من الالتزام برؤيته الخاصة للشعر وموقفه من أصوله مما يثبت أحد شقي كلام المرزوقي حين قال: «واختطف منها الأرواح دون الأشباح واخترف الأثمار دون الأكمام».

## مآخذ على أبي تمام في الوحشيات
- أن أبا تمام كان يكتفي أحياناً بإيراد عدد محدد من الأبيات ينتقيها من قصيدة تروى في كتب الأدب تكون عدة أبياتها أكثر مما جاء في الوحشيات. وربما يدل ذلك لدى الفحص على أن أبا تمام قد مضى في اختياره وفق نهج مسبق يقوم على إبعاد فضول القول وحشو الكلام والاكتفاء بما قل من القصيدة ودل، وأما بقية الأبيات فقد يراها تشتت التجربة وتفقدها التركيز والإيجاز، أضف إلى ذلك أن هذا المختار يسهل حفظه وترديده والاستشهاد به في مواقف الحياة المماثلة.
- أن أبا تمام كان يعمل قلمه في بعض المفردات الشعرية فيغيرها ويبدلها كما يحلو له ليستقيم المعنى وتعتدل الفكرة ويأتي البيت في صياغته على حسب ما يرضي ذوقه ويصيب هواه، ولقد كان المرزوقي في مقدمة شرحه للحماسة الكبرى قد تنبه لذلك وصرح به في قوله: «حتى إنك تراه ينتهي إلى البيت الجيد فيه لفظة تشينه، فيجبر نقيصته من عنده، ويبدل الكلمة بأختها في نقده، وهذا يبين لمن رجع إلى دواوينهم فقابل ما في اختياره بها».
- في بعض أبواب الوحشيات يجد القارئ أن أبا تمام ساق هذه المقطعات عارية عن ذكر المناسبة التي قيلت فيها، وبتعبير آخر: أسقط عنها الثوب التاريخي الذي تتلفع به، ثم جاراه في ذلك سائر أصحاب الحماسات والمختارات، ولقد نعلم أن الشعر العربي القديم إبداع وثيق الصلة بمجريات الحياة اليومية شديد الارتباط بالفعل الواقعي وبالتجارب الخاصة، وأن ذكر المناسبة يضع القصيدة في إطارها الزماني والمكاني ويسهل على المتلقي فهمها وتذوقها، فبعض اللوحات الشعرية قد تتغلق فيها سبل التواصل بين الشاعر والقارئ ويعتاص الولوج إليها ما لم تقدم بإشارة إلى الواقعة الحية التي حفزت الشاعر إلى صياغتها وإيداع أفكاره وعواطفه فيها، وما أظن هذه الظاهرة التي تتبدى في الوحشيات وفي الحماسة أيضاً من قبيل الإهمال أو السهو مقطعات يصعب أن تعد من الباب الذي هي فيه: إلا إذا حاولنا أن نديم البحث في مضمون هذه الأبواب وحقيقة تسمياتها مقرين أن قضية الفصل بين الفنون قضية وثيقة الصلة بالمعنى الشعري لا بالشكل والصياغة، وأن نظر أبي تمام في فنون الشعر وأغراضه يتصف بالتمكن والإحكام، وهو الخبير بمعاني الشعر، المدرك لآفاقه ومراميه، إذ كان سباقاً إلى التمييز بين هذه الفنون على تشعبها أو تداخلها في كثير من الأحيان.[4]